# Das Ekel (1939)
Das Ekel ist eine deutsche Filmkomödie aus dem Jahre 1939 von Hans Deppe mit Hans Moser in der Titelrolle. Die Geschichte basiert auf dem gleichnamigen Theaterstück (1924) von Hans Reimann und Toni Impekoven. Bei dem Film handelt es sich um eine Neuverfilmung des Filmes Das Ekel von 1931.

## Handlung
Karl Sträubler ist ein richtiges Ekelpaket, ständig ist er am nörgeln, schimpfen und mosern. Bei seinen Mitmenschen gilt der klein gewachsene Wiener Spediteur und Weingroßhändler als regelrechter Querulant. Er tyrannisiert seine Familie und steht im ständigen Clinch mit den Behörden. Derzeit ist für ihn die Straßenbahn, die genau vor seinem Haus in der Kurve quietschende Geräusche macht ein ständiger Quell des Ärgernisses. Als Sträubler sich mal wieder nicht verstanden glaubt, verfasst er ein knallhartes Beschwerdeschreiben an das Gericht. Der Meckerer hat Glück im Unglück, denn sein einziger Freund, der Justizoberwachtmeister August Weichert, fängt den geharnischten Brief vorher ab und kann damit verhindern, dass sich Karl diesmal ernsthaft Ärger einhandelt. August macht Karl unmissverständlich klar, dass dieser den von ihm abgefangenen Brief unbedingt zurückziehen sollte, sonst könne er nicht garantieren, dass Sträubler diesmal wegen seiner verbalen Ausfälle für einige Zeit hinter Gittern muss. Dies macht Karl nur noch wütender, und er beschimpft nun erstmals auch seinen Freund und droht diesem, ihn wegen Unterschlagung anzuzeigen, sollte er das Schreiben nicht an den Adressaten im Gericht weiterleiten.
Leni Sträubler, die Tochter des großen, kleinen Wüterichs, hat ebenfalls unter der väterlichen Despotie zu leiden. Sie liebt den Automechaniker Heinrich Weichert, Augusts Sohn, soll aber lieber den ziemlich öligen Ferdinand Scheibler heiraten, dessen Vater Matthias beruflich im selben Beritt wie Karl unterwegs ist, im Weinhandel. Scheibler junior hat wiederum hat ebenso wenig wie Leni Lust auf diese arrangierte Ehe, denn sein Herz gehört Gusti Pitzinger, der Tochter des Friseurmeisters Anton Pitzinger. Dies alles schert das Ekel Karl recht wenig, und so setzt er kurzerhand eine Verlobungsanzeige für Leni und Ferdinand auf. Dies geht nun dem Rest der Familie definitiv zu weit: Leni Sträubler sträubt sich und stürmt aus dem Haus, um Exil bei den Weicherts zu suchen und zu finden, und auch Karls bislang ziemlich duldsame Gattin Karoline packt Kind und Kegel und zieht mit beider Sohn Fritz aus dem Haus. Von nun an geht es für Karl steil bergab.
Der Brief an das Gericht wurde zugestellt, und Sträubler muss sich dort wegen Beamtenbeleidigung verantworten. Er wird, da er sich aus Knickrigkeit keinen Rechtsbeistand sucht und glaubt, er sei sein bester Anwalt in eigener Sache, zu 14 Tagen Haft verurteilt. Im Gefängnis beißt der störrische Weingroßhändler mit seiner querulatorischen Art jedoch bald auf Granit und muss lernen, sich den Anordnungen zu fügen. Eines Tages wird ein lebensfroher Musikant namens Willibald Sperling in seine Zelle verlegt, der mit seiner positiven Art allmählich einen Sinneswandel beim quengeligen Querkopf bewirkt. Karl erkennt, dass er mit seiner Sturheit und seiner Streitlust eine echte Belastung für seine Familie geworden ist und nimmt sich vor, ein besserer Mensch zu werden. Als Weichert Karl in dessen Zelle besucht und ihm ordentlich den Kopf wäscht, ist es Karl, der zum ersten Mal Einsicht zeigt und klein beigibt. Karoline Sträubler hat derweil ein Gnadengesuch eingereicht, das Karls vorzeitige Freilassung bewirkt. Als niemand von seiner Familie vor dem Gefängnistor auf ihn wartet, hat er erstmals richtig Angst, dass keiner mehr etwas von ihm wissen will. Doch daheim wartet bereits eine festlich gedeckte Tafel, an der sich die gesamte Familie, inklusive Neuzugang Heinrich Weichert, versammelt hat. Jetzt stört das einstige Ekel auch nicht mehr die quietschende Straßenbahn, die soeben tösend um die Ecke fährt.

## Produktionsnotizen
Das Ekel entstand ab dem 24. April 1939 in Wien und bei Potsdam und wurde am 4. August 1939 in Berlins UFA-Theater Tauentzienpalast uraufgeführt. 
Während es sich bei den Aufnahmen der fahrenden Straßenbahn zu Beginn und später im Film um einen Triebwagen deutscher Bauart mit dem fiktiven Zielschild "Donaulände" handelt (vermutlich ein Wagen der Straßenbahn Potsdam mit verglasten Plattformen), ist auf dem zu Anfangs übergeblendeten Foto in der Straßenbahn-Direktion ein Wagen der 1940 eingestellten Salzburger Stadtbahn (das Zielschild "Riedenburg" ist zu erkennen) zu sehen.
Co-Produzent Walter F. Fichelscher übernahm auch die Herstellungsleitung. Hanns H. Kuhnert und Kurt Dürnhöfer gestalteten die Filmbauten. Für den Ton sorgte Martin Müller.
Ernst Waldow sang das Lied “Ich pfeif’ auf alle Sorgen”.
Der Film war mit rund 430.000 RM ungemein kostengünstig hergestellt worden. Die Einnahmen betrugen bis Februar 1.532.000 RM. Damit war Das Ekel ein großer Kassenerfolg.

## Kritiken
„Hans Moser brillierte in diesem Film.“

Im Lexikon des Internationalen Films heißt es: „Hans Moser als Zugpferd eines antiquierten Remakes des gleichnamigen UFA-Schwanks von 1931.“
Cinema-Online befand: „Nett-näselnde Narretei.“